# Витория (Еспирито Санто)
Вижте пояснителната страница за други значения на Виктория.
Вито̀рия (на португалски: Vitória) е град и едновременно община, столица на щата Еспирито Санто в Бразилия. Витория е с население от 313 312 жители (2005) и обща площ от 93 км². В града е развита търговията. Витория има 3 пристанища, които спомагат за износа на продукция от региона, като например кафе.